# Rörstråfly
Rörstråfly, Photedes fluxa, är en fjärilsart som först beskrevs av Jacob Hübner 1809. Rörstråfly ingår i släktet Photedes, och familjen nattflyn, Noctuidae. Arten är reproducerande och har livskraftiga (LC) populationer i både Sverige och i Finland. En underart finns listad i Catalogue of Life, Photedes fluxa rufata Kardakoff, 1928.

## Bildgalleri

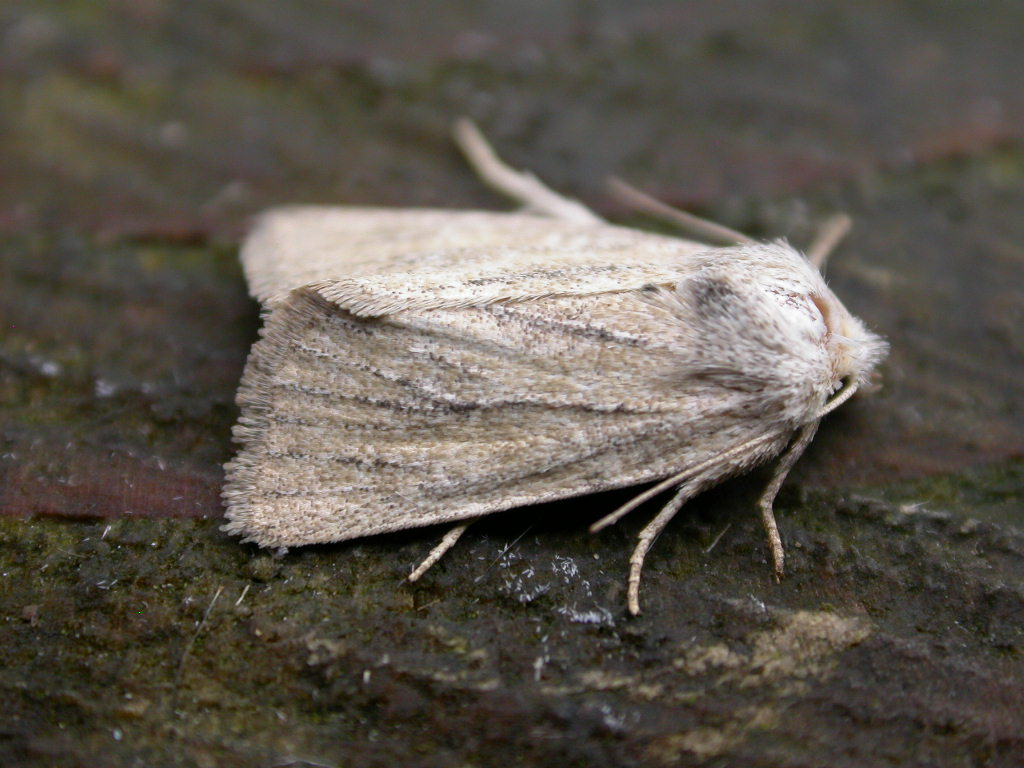
Imago fjäril
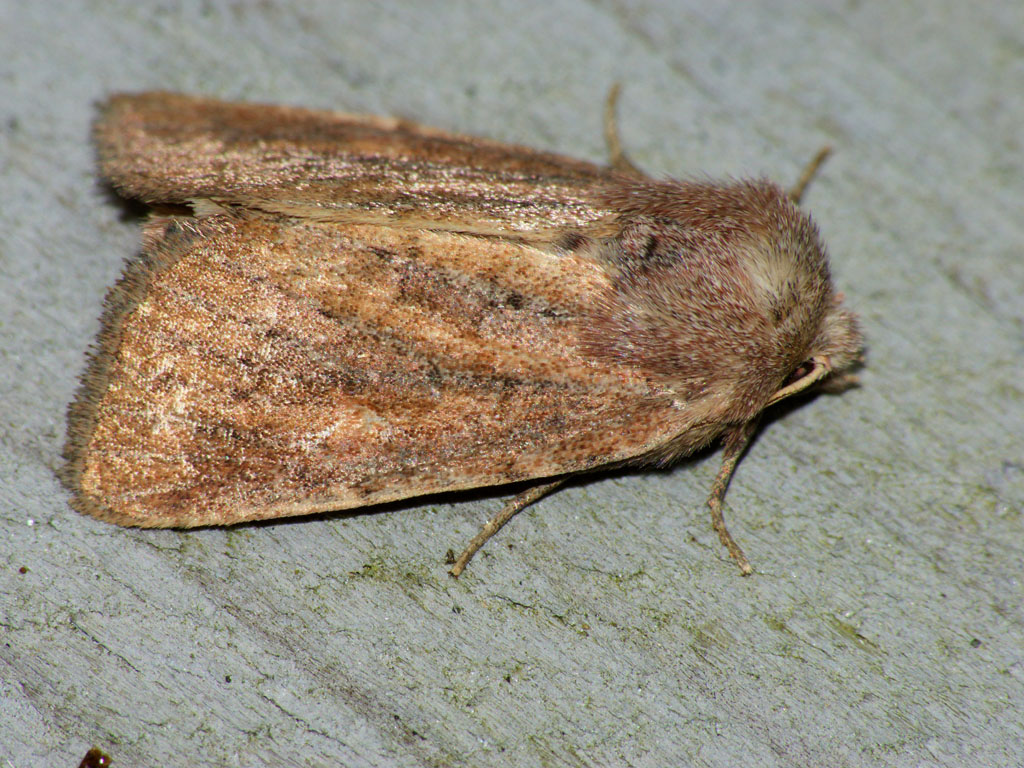
Imago fjäril
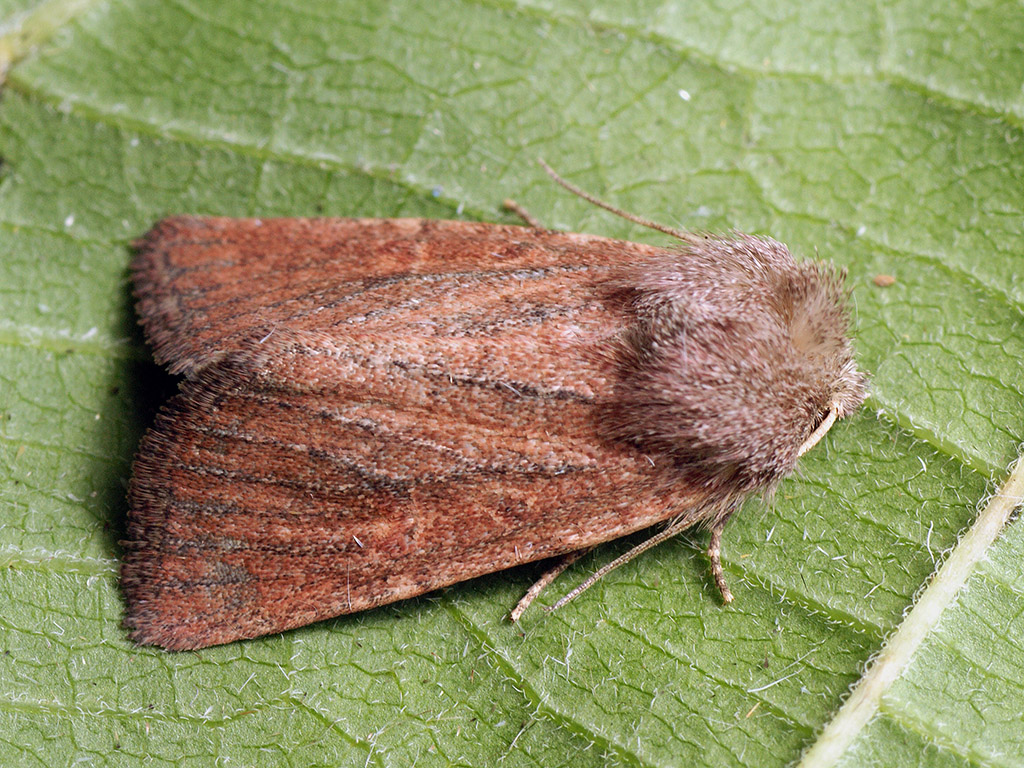
Imago fjäril
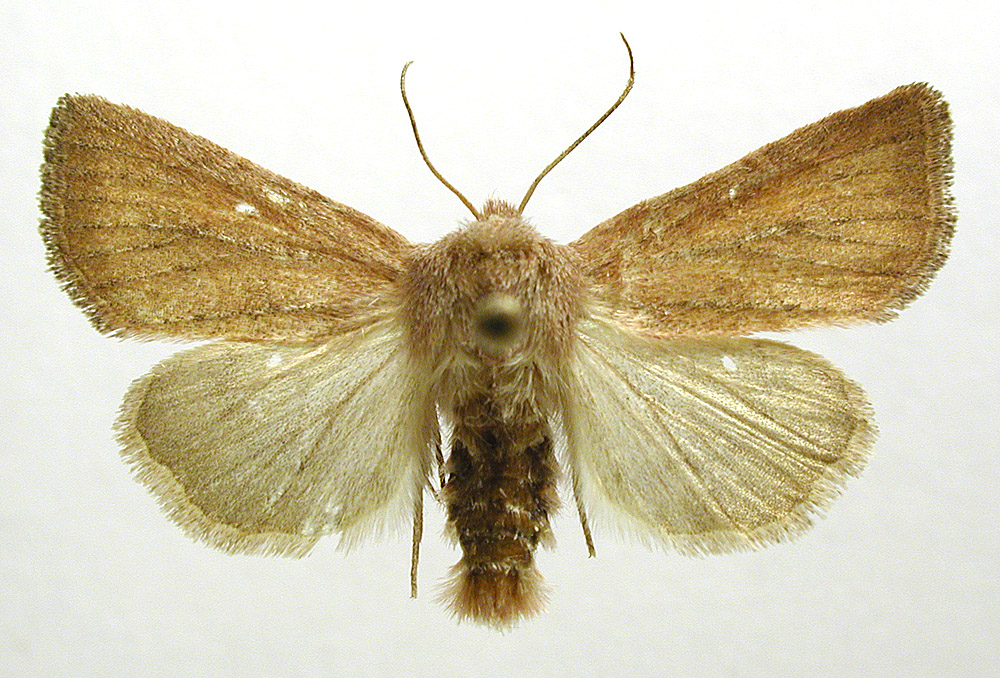
Preparerad (uppnålad) imago fjäril